# Религия во Франции
Франция — светское государство. Наиболее популярная религия во Франции — католицизм.

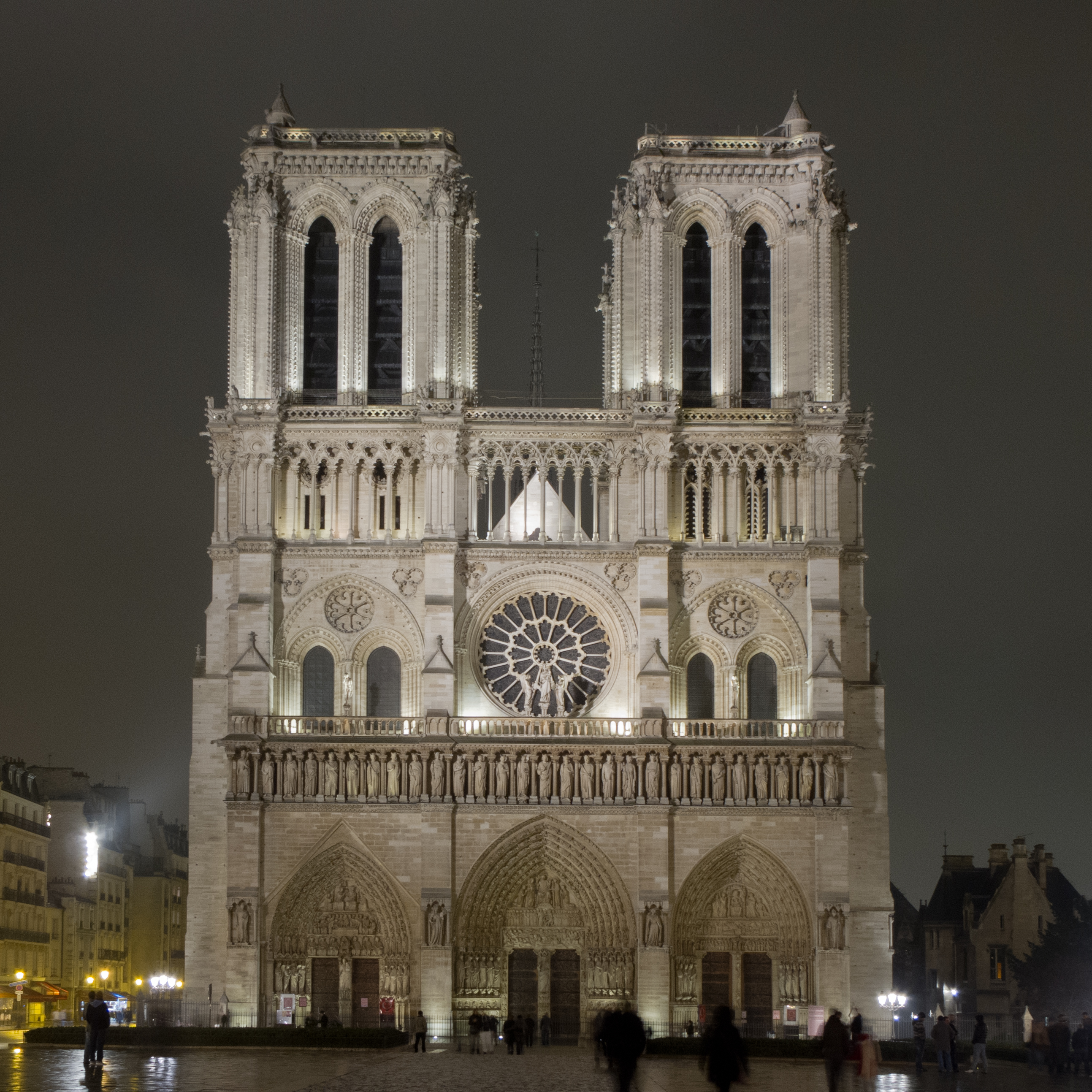
Собор Парижской Богоматери

## Светская республика
Во Французской республике в течение века распространен секуляризм. Согласно статье 2 закона от 9 декабря 1905, 
Республика не признает, не оплачивает и не субсидирует никакой религии. Соответственно, с 1 января, после вступления в силу настоящего Закона, все расходы, связанные с вероисповеданием должны быть удалены из бюджета государства, департаментов и коммун. Тем не менее, в бюджетные расходы могут быть включены услуги священника и обеспечение свободного исповедания религии в государственных учреждениях, таких как школы, колледжи, больницы, приюты и тюрьмы. Отменены государственные учреждения религии, с учетом положений, содержащихся в статье 3
.
С 1905 года церковь и государство официально разделены во всей Франции, кроме Эльзаса и Мозель, которые не принадлежали ей на момент разделения.
В 2004 году принят закон, запрещающий ношение религиозной символики в государственных школах (Закон № 2004—228 от 15 марта 2004 года).
В ночь с 15 на 16 сентября 2011 года во Франции вступил в силу запрет на молитвы на улицах. Министр внутренних дел Франции Клон Геан заявил: «С момента вступления в должность я заявлял, что с молитвами на улицах необходимо покончить, потому что эта практика задевает чувства многих моих соотечественников, шокированных тем, что общественное пространство отдается под религиозный обряд». 14 сентября было подписано соглашение с мусульманскими ассоциациями парижского квартала Goutte d’Or (XVIII округ) о том, чтобы верующие, раньше молившиеся на улицах Мира и Полонсо, отныне собирались на намаз в близлежащих зданиях. Государство выделило мусульманской ассоциации помещение площадью 2 тыс. м² на условиях аренды на три года по фиксированной цене 30 тыс. евро в год.

## Религиозная принадлежность французов
В принципе, законодательство Франции запрещает проводить опрос религиозной принадлежности. Приоритетом остается защита свободы религии в контексте светского республиканского государства. Однако такая оценка может быть выполнена институтом CSA, а также на основе данных из религиозных объединений.

### Социологические опросы
Опрос CSA в 2003 году
- Католики — 62 %
- Индифферентны — 26 %
- Мусульмане — 6 %
- Протестанты — 2 %
- Иудеи — 1 %

Опрос, проведенный организацией Harris Interactive и опубликованный в The Financial Times в декабре 2006 года показал, что
- 32 % населения Франции считают себя атеистами,
- 32 % — агностики,
- 27 % верят в Бога или в верховное существо[3].

Опрос Французского института общественного мнения (IFOP) в 2007 году для газеты La Vie
- Католики — 64 %
- Индифферентны — 27 %
- Мусульмане — 3 %
- Протестанты — 2,1 %
- Иудеи — 0,6 %

Исследования французского статистического института (INSEE) 2008 года (публикация газеты Le Monde 2015 года):
- Не относят себя ни к какой религии — 45 %
- Католики — 43 %
- Православные — 1 %
- Протестанты — 2 %
- Мусульмане — 8 %
- Иудеи — 1 %
- Буддисты — 1 %
- Прочие — 1 %

По проведённому в 2012 году компанией WIN-Gallup International глобальному исследованию, Франция названа одной из наименее религиозных стран мира. Согласно исследованию, из 1671 опрошенного:
- 29 % назвали себя убеждёнными атеистами (4-е место в мире, среднее по миру — 13 %)
- 34 %— нерелигиозными людьми (vs. 23 %)
- 37 % — религиозными (приверженцами какой бы то ни было религии, vs. 59 %)
- 1 % — затруднились с ответом или отказались отвечать (vs. 5 %)

## Секуляризация
После окончания Второй мировой войны во Франции произошло резкое снижение религиозной практики в рамках традиционных церквей и увеличение посещаемости мусульманских и протестантских за счет миграции. В католической церкви наибольшую силу и влияние приобрело течение традиционалистов.
Это снижение в религиозной практике продолжается с 1960-х годов. Молодые католики 18—24 лет, однако, отличаются меньшим снижением религиозной практики.
Однако римско-католическая церковь остается преобладающей во Франции. Она оказала огромное влияние на французскую культуру. Так, большинство французских праздников являются религиозными. 90 % соборов также являются католическими. Большинство французов ощущают себя католиками, но верит в Бога значительное меньшинство.